# Brissac Loire Aubance
Brissac Loire Aubance ist eine französische Gemeinde mit 11.000 Einwohnern (Stand: 1. Januar 2022) im Département Maine-et-Loire in der Region Pays de la Loire. Sie gehört zum Arrondissement Angers und zum Kanton Les Ponts-de-Cé (die Ortschaften Chemellier und Coutures gehören zum Kanton Doué-en-Anjou).
Brissac Loire Aubance wurde zum 15. Dezember 2016 als commune nouvelle aus den Gemeinden Les Alleuds, Brissac-Quincé, Charcé-Saint-Ellier-sur-Aubance, Chemellier, Coutures, Luigné, Saint-Rémy-la-Varenne, Saint-Saturnin-sur-Loire, Saulgé-l’Hôpital und Vauchrétien gebildet. Der Verwaltungssitz befindet sich in Brissac-Quincé.

## Geographie
Brissac Loire Aubance liegt etwa 18 Kilometer südöstlich vom Stadtzentrum von Angers an der Loire. Umgeben wird Brissac Loire Aubance von den Nachbargemeinden Les Garennes-sur-Loire im Norden und Nordwesten, Loire-Authion und Blaison-Saint-Sulpice im Norden, Gennes-Val-de-Loire im Osten, Tuffalun im Südosten, Doué-en-Anjou im Süden, Terranjou im Süden und Südwesten, Bellevigne-en-Layon im Westen und Südwesten sowie Soulaines-sur-Aubance und Saint-Melaine-sur-Aubance im Nordwesten.

## Gliederung
| Ortsteil                         | ehemaliger INSEE-Code | Fläche (km²) | Einwohnerzahl (2022) |
| -------------------------------- | --------------------- | ------------ | -------------------- |
| Les Alleuds                      | 49001                 | 10,47        | .0963                |
| Brissac-Quincé (Verwaltungssitz) | 49050                 | 09,76        | 3.175                |
| Charcé-Saint-Ellier-sur-Aubance  | 49078                 | 16,84        | .0731                |
| Chemellier                       | 49091                 | 10,99        | .0825                |
| Coutures                         | 49115                 | 09,31        | .0534                |
| Luigné                           | 49186                 | 09,58        | .0294                |
| Saint-Rémy-la-Varenne            | 49317                 | 15,67        | .0945                |
| Saint-Saturnin-sur-Loire         | 49318                 | 11,94        | 1.371                |
| Saulgé-l’Hôpital                 | 49327                 | 06,60        | .0588                |
| Vauchrétien                      | 49363                 | 19,73        | 1.574                |

## Sehenswürdigkeiten

### Brissac-Quincé
- Kirche Saint-Vincent, 19. Jahrhundert, mit Fenster des 16. Jahrhunderts; zur Pfarrei Saint-Vincent-en-Aubance gehörend
- Schloss Brissac mit Park

### Les Alleuds
- Kirche Saint-Aubin
- Priorei Saint-Aubin, Monument historique

### Charcé-Saint-Ellier-sur-Aubance
- Dolmen und Steinkreis (Cromlech) von Charcé, Monument historique seit 1889
- Kirche Saint-Pierre in Charcé, seit 2001 Monument historique
- Windmühle Patouillet, seit 1977 Monument historique
- Haus La Bluttière, Monument historique seit 2006

### Coutures
- Dolmen von L'Etiau und Dolmen von Montsabert
- Kirche Saint-Pierre, seit 1975 Monument historique
- Schloss Montsabert aus dem 14. Jahrhundert, Monument historique seit 1986

### Luigné
- Kirche Saint-Avertin aus dem 19. Jahrhundert
- Komtur von Saulge
- Schloss Luigné aus dem beginnenden 16. Jahrhundert

### Saint-Rémy-la-Varenne
- Kirche Saint-Rémy

### Saint-Saturnin-sur-Loire
- Kirche Saint-Saturnin
- Herrenhaus La Fosse aus dem 17. Jahrhundert
- Herrenhaus La Groye aus dem 16./17. Jahrhundert
- Große Mühle
- Mühle von Denneron aus dem 17. Jahrhundert
- Mühle von Les Giraults aus dem 18. Jahrhundert
- Mühle von Les Quatre Croix aus dem 18./19. Jahrhundert

### Saulgé-l’Hôpital
- Kirche Saint-Maxenceul

### Vauchrétien
- Pfarrhaus aus dem 15. Jahrhundert

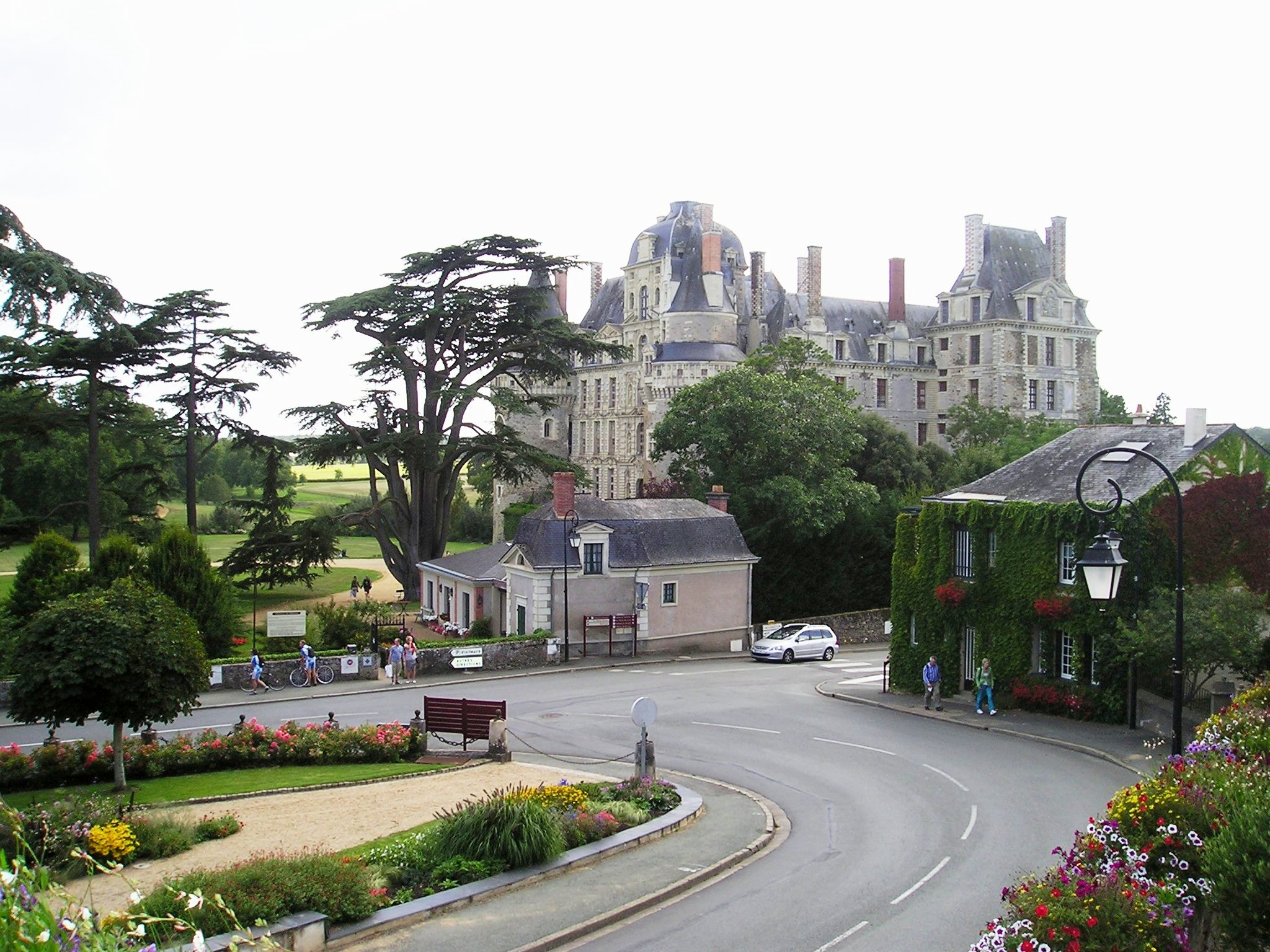
Schloss Brissac
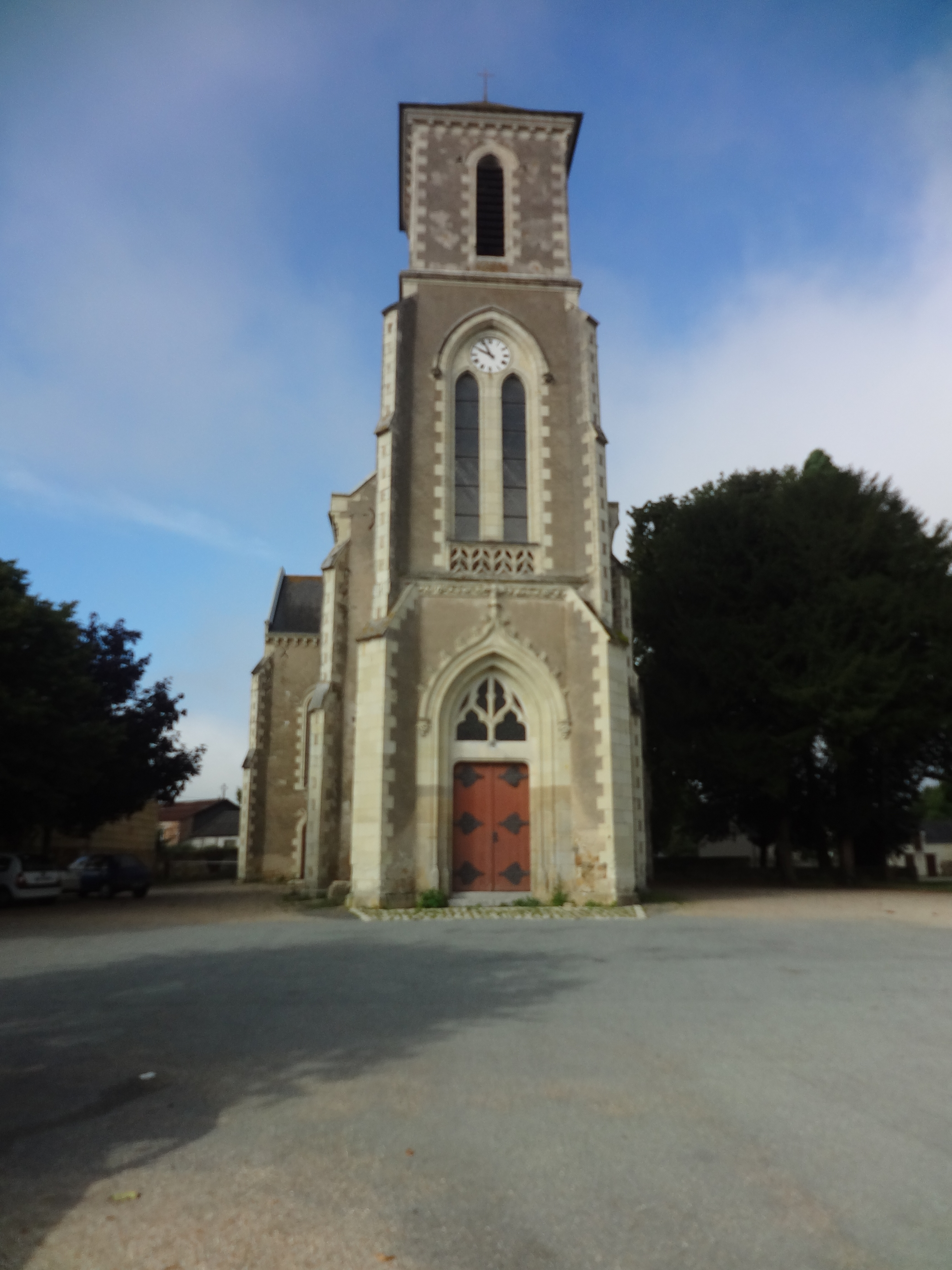
Kirche Saint-Aubin in Les Alleuds
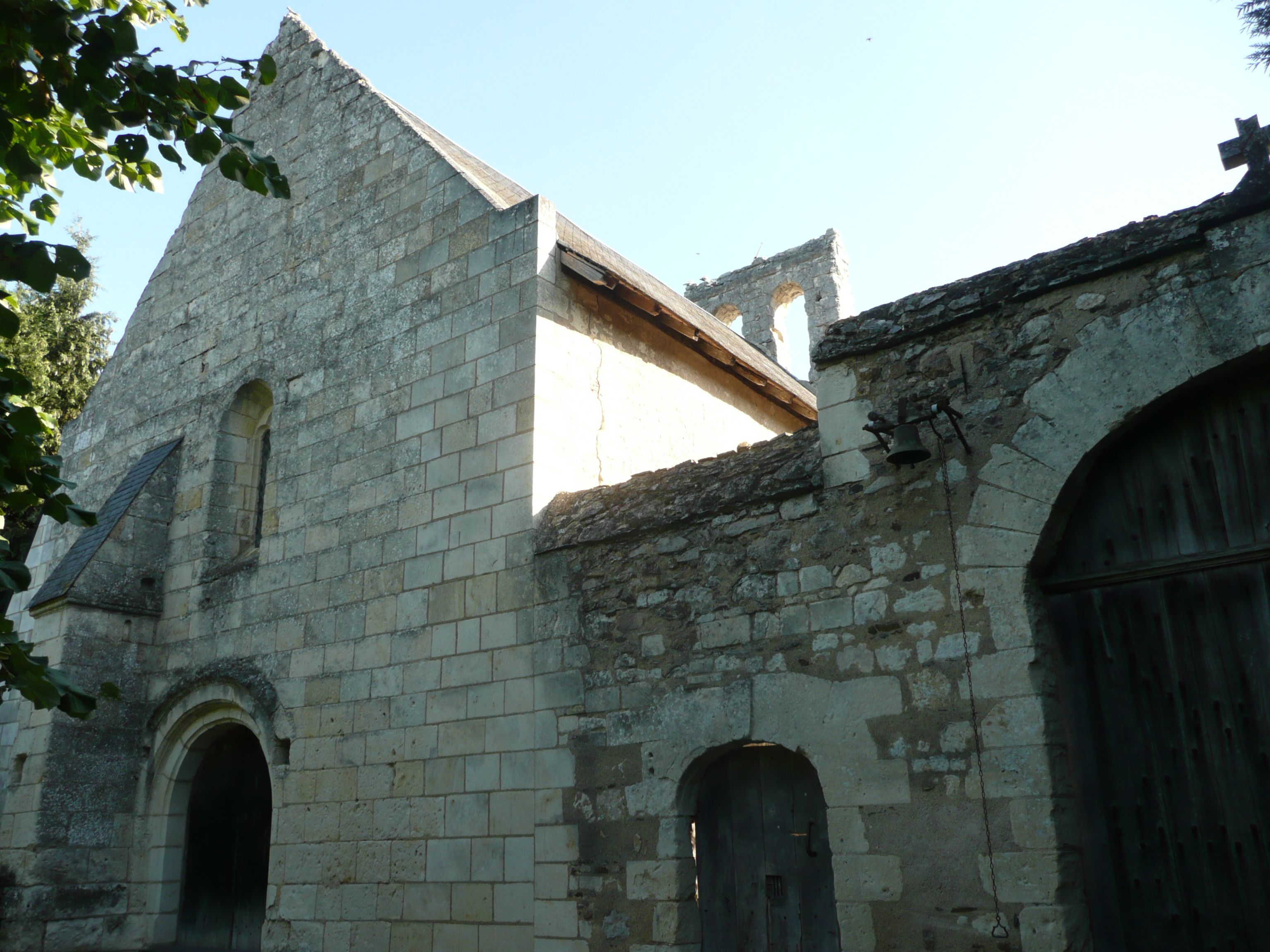
Priorei von Les Alleuds
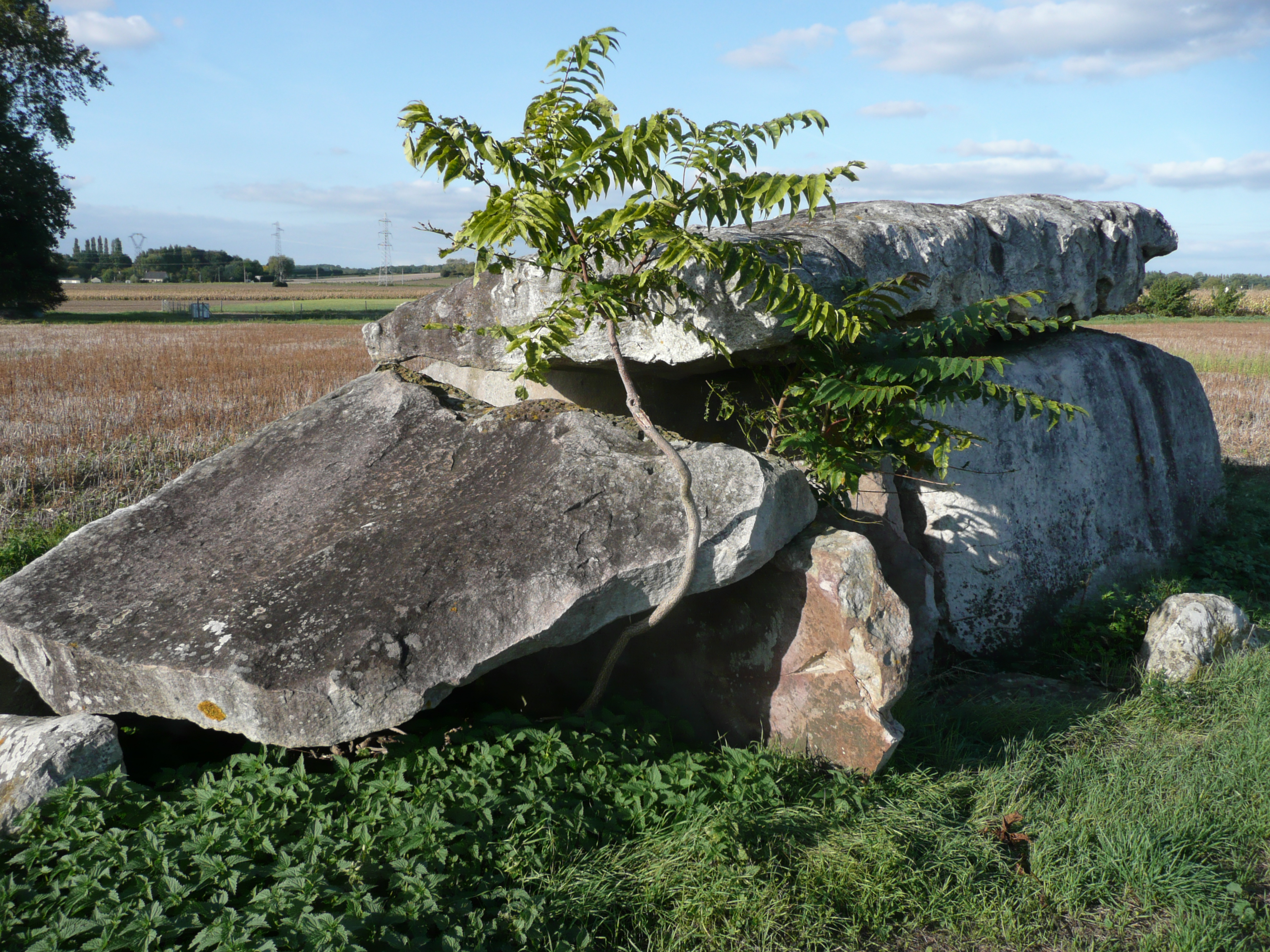
Dolmen von Charcé
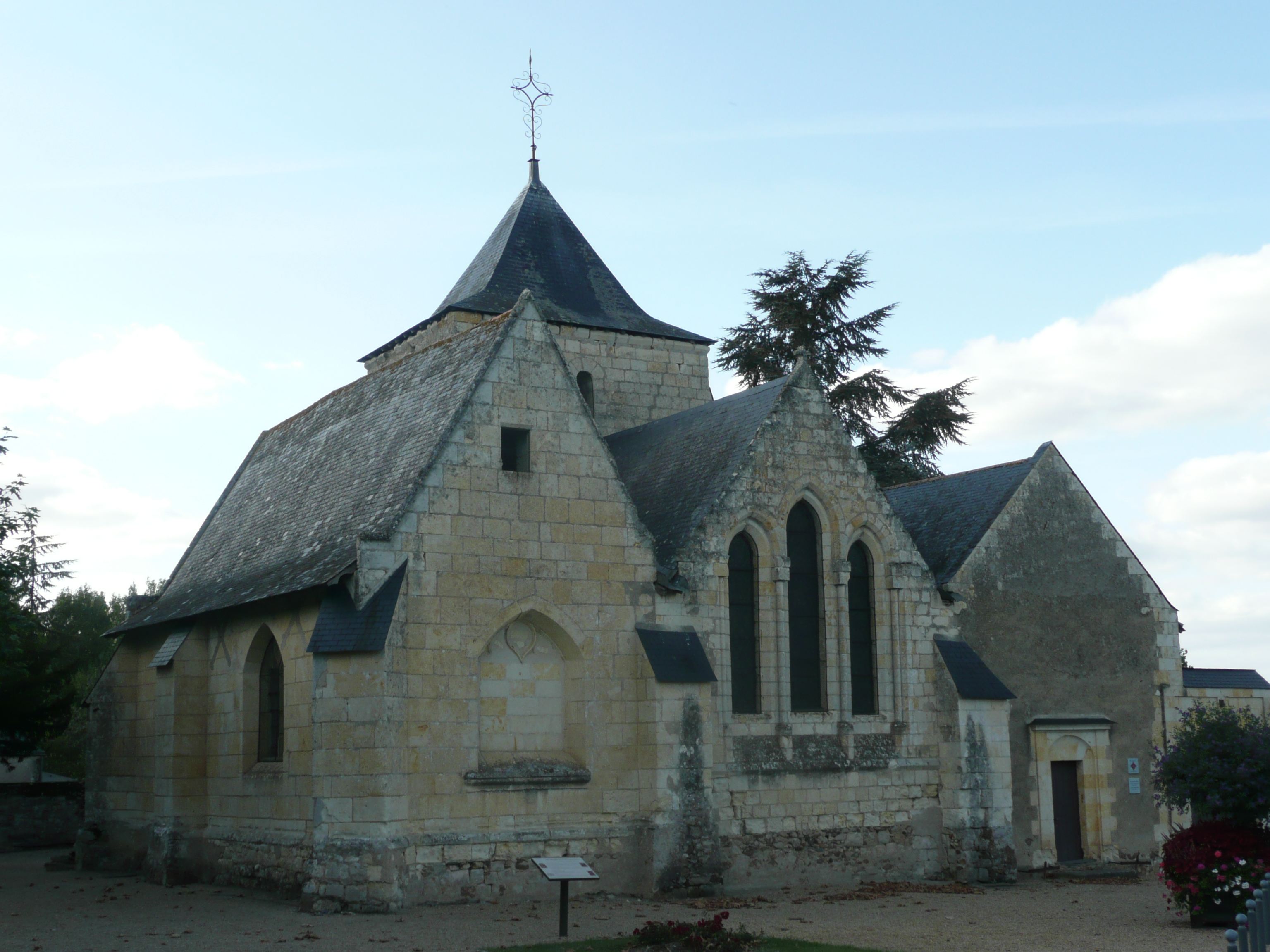
Kirche Saint-Pierre in Charcé
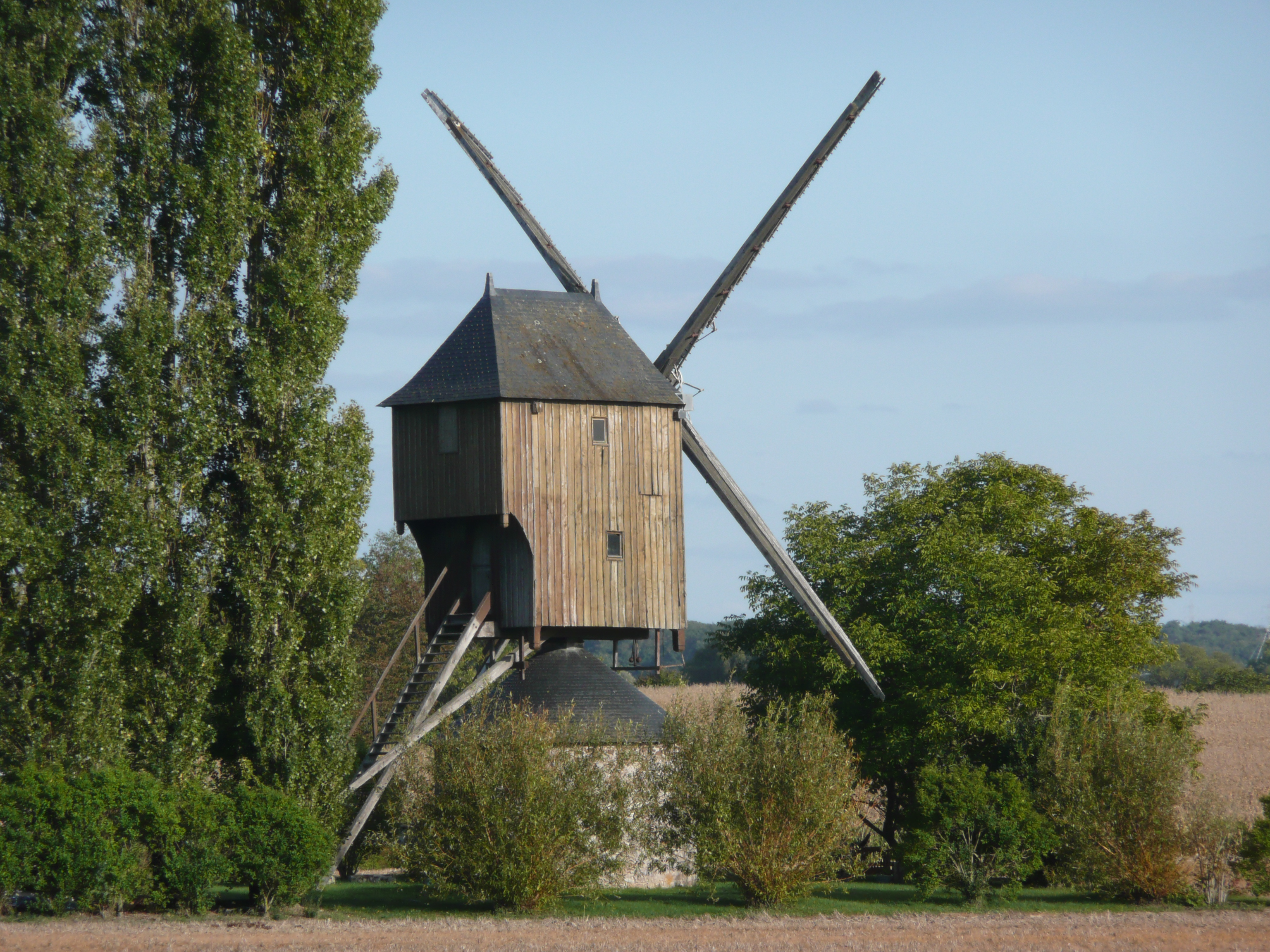
Windmühle Patouillet
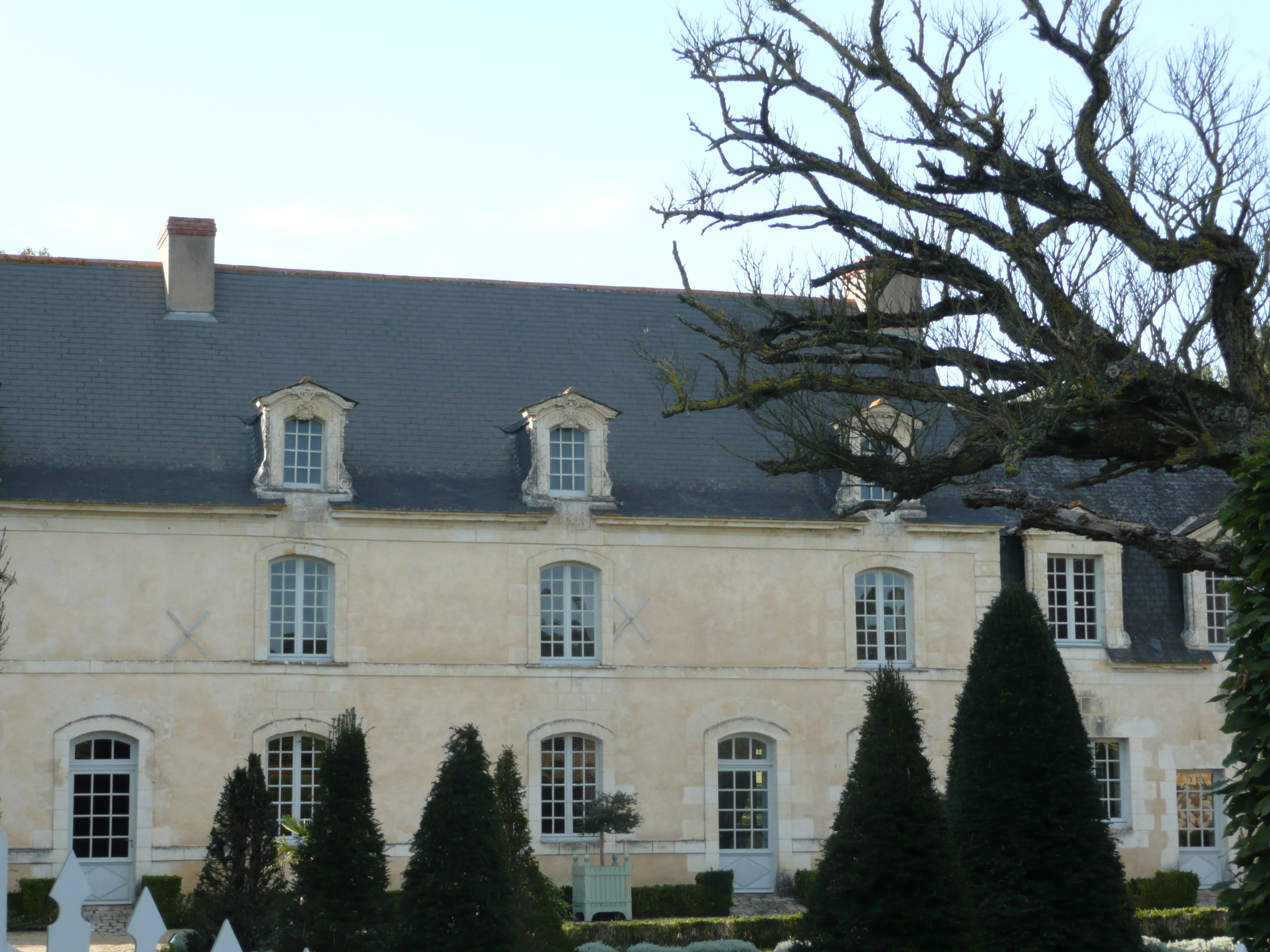
Haus La Bluttière
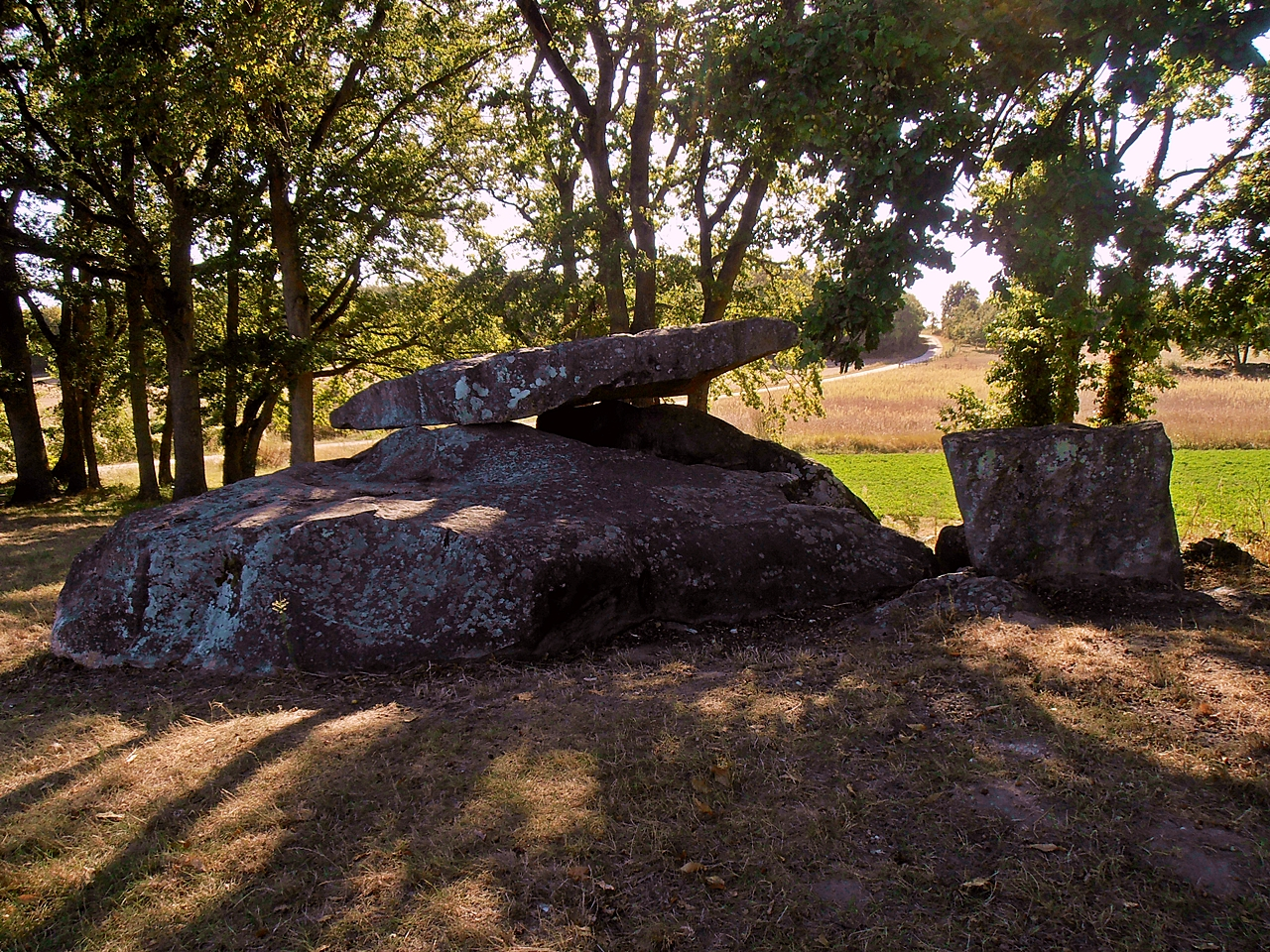
Dolmen von L'Etiau
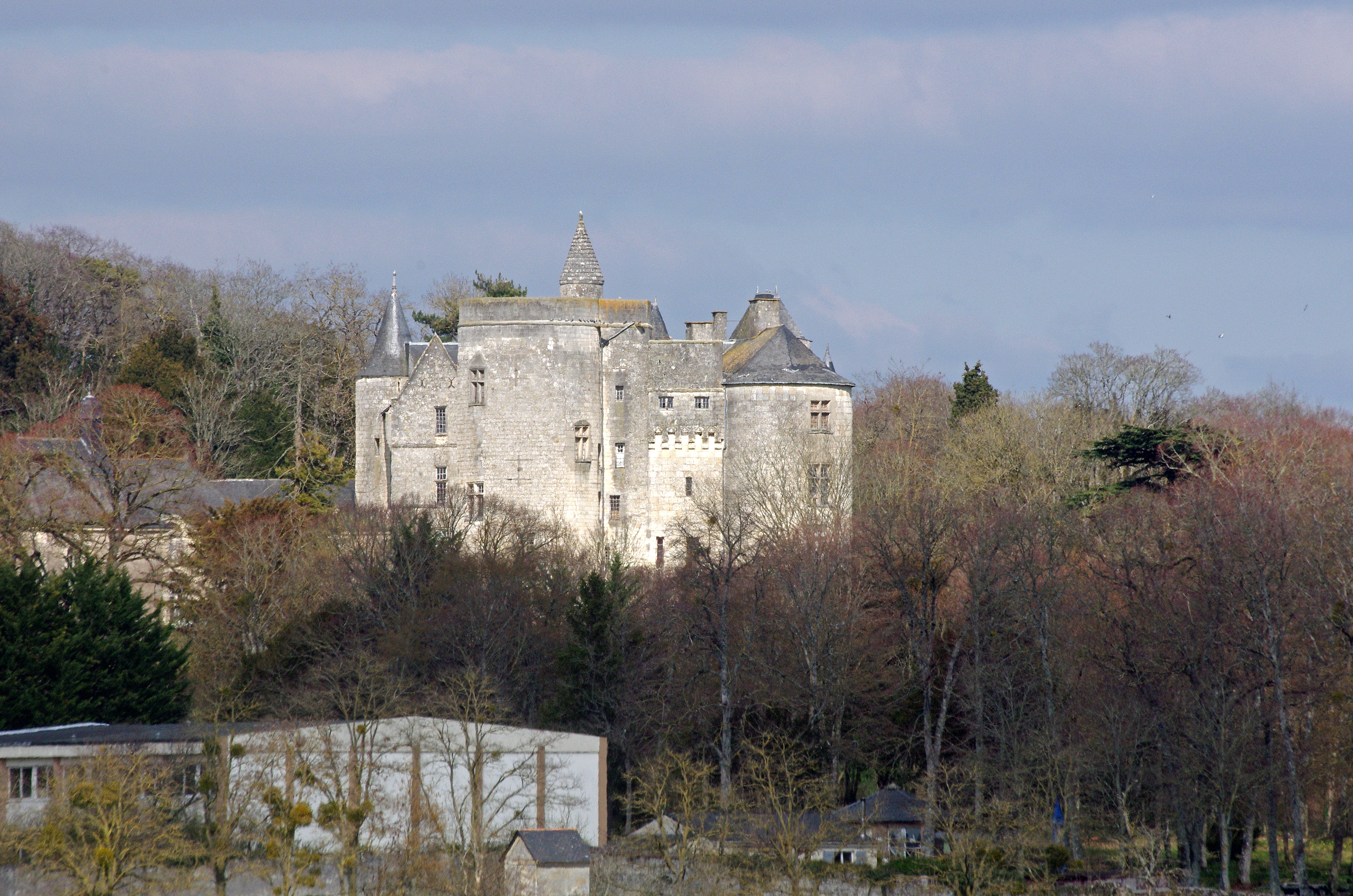
Schloss Montsabert
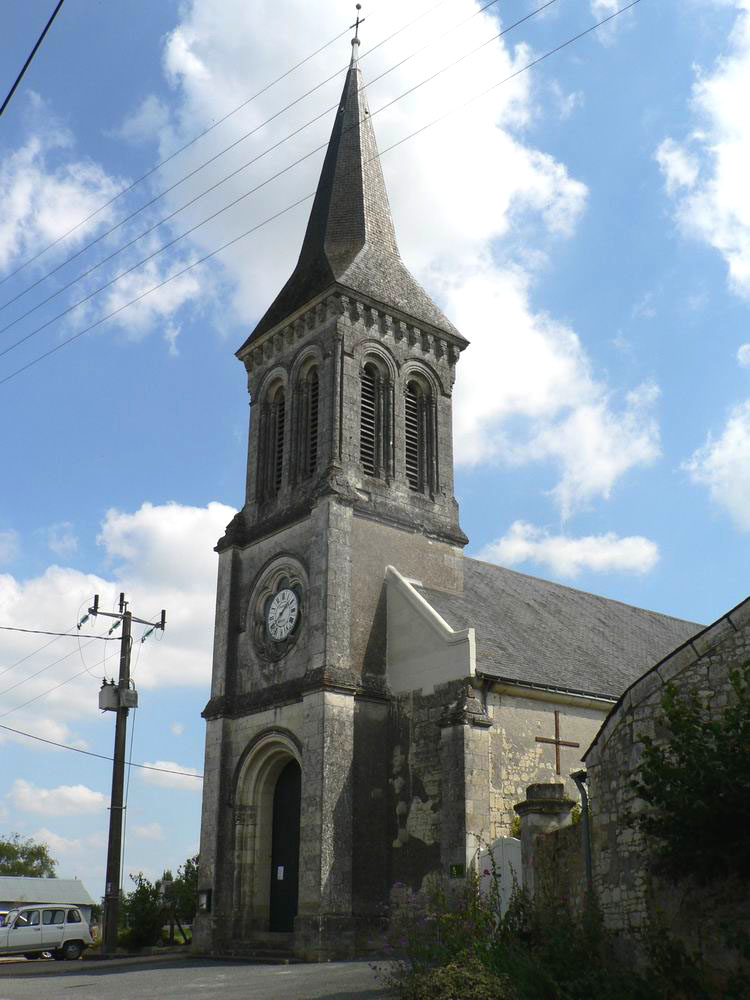
Kirche Saint-Avertin in Luigné
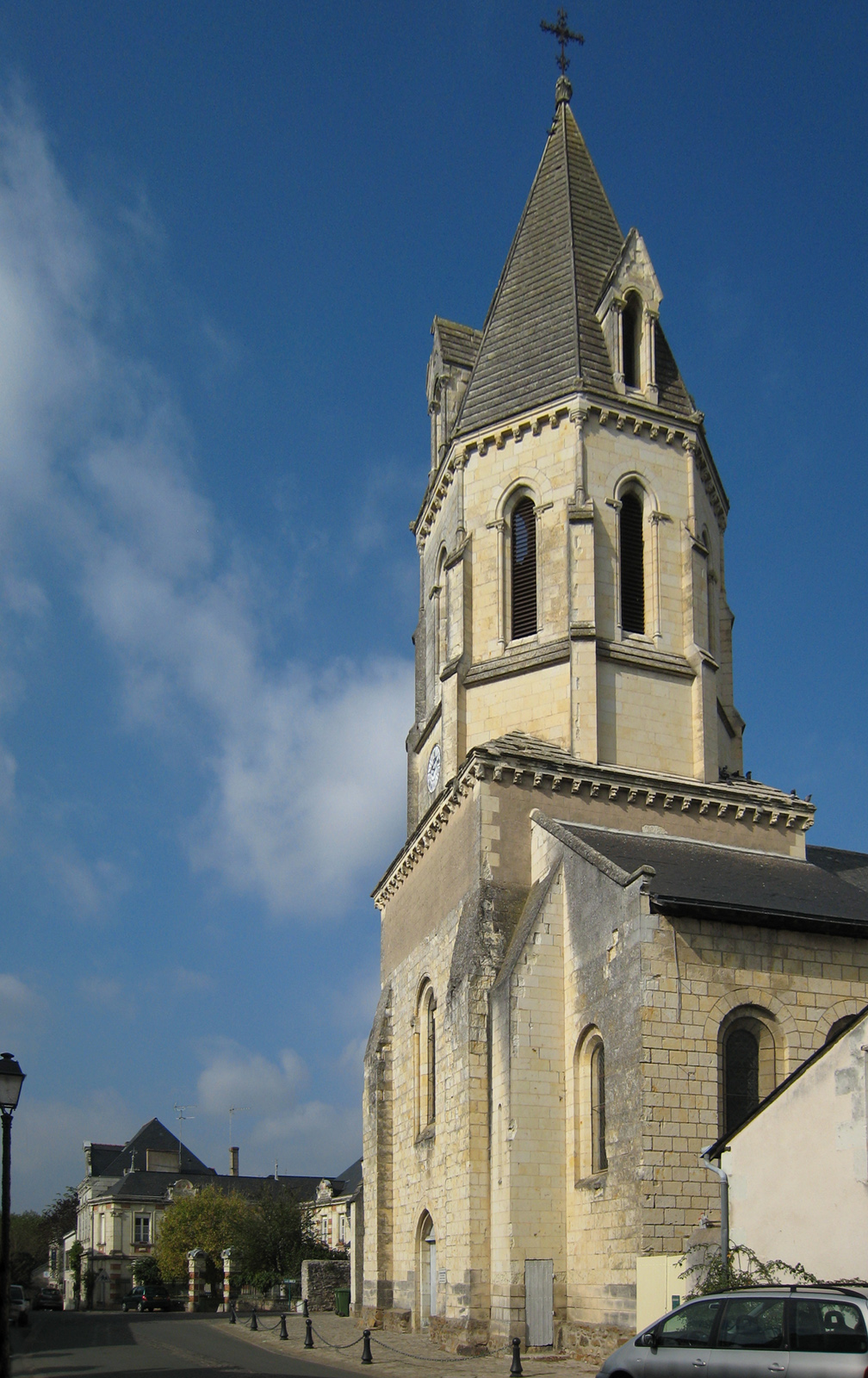
Kirche Saint-Remy in Saint-Rémy-la-Varenne
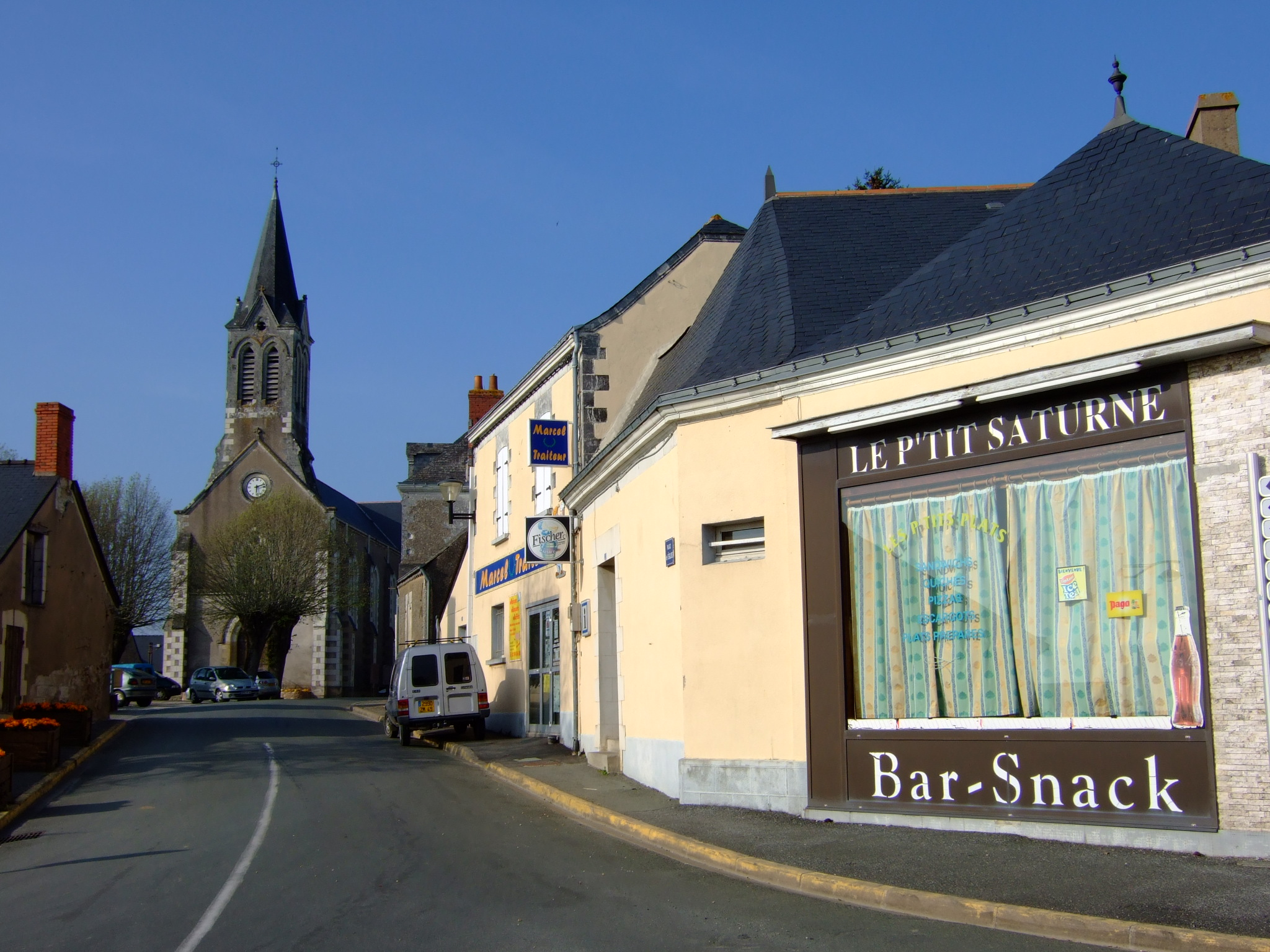
Kirche Saint-Saturnin in Saint-Saturnin-sur-Loire
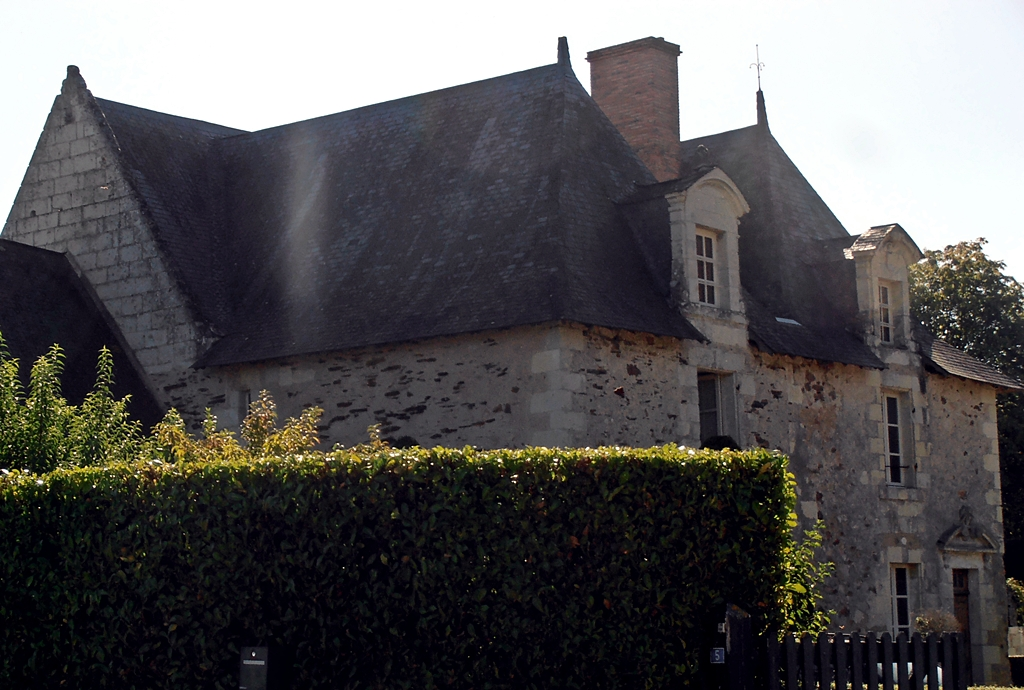
Herrenhaus La Fosse
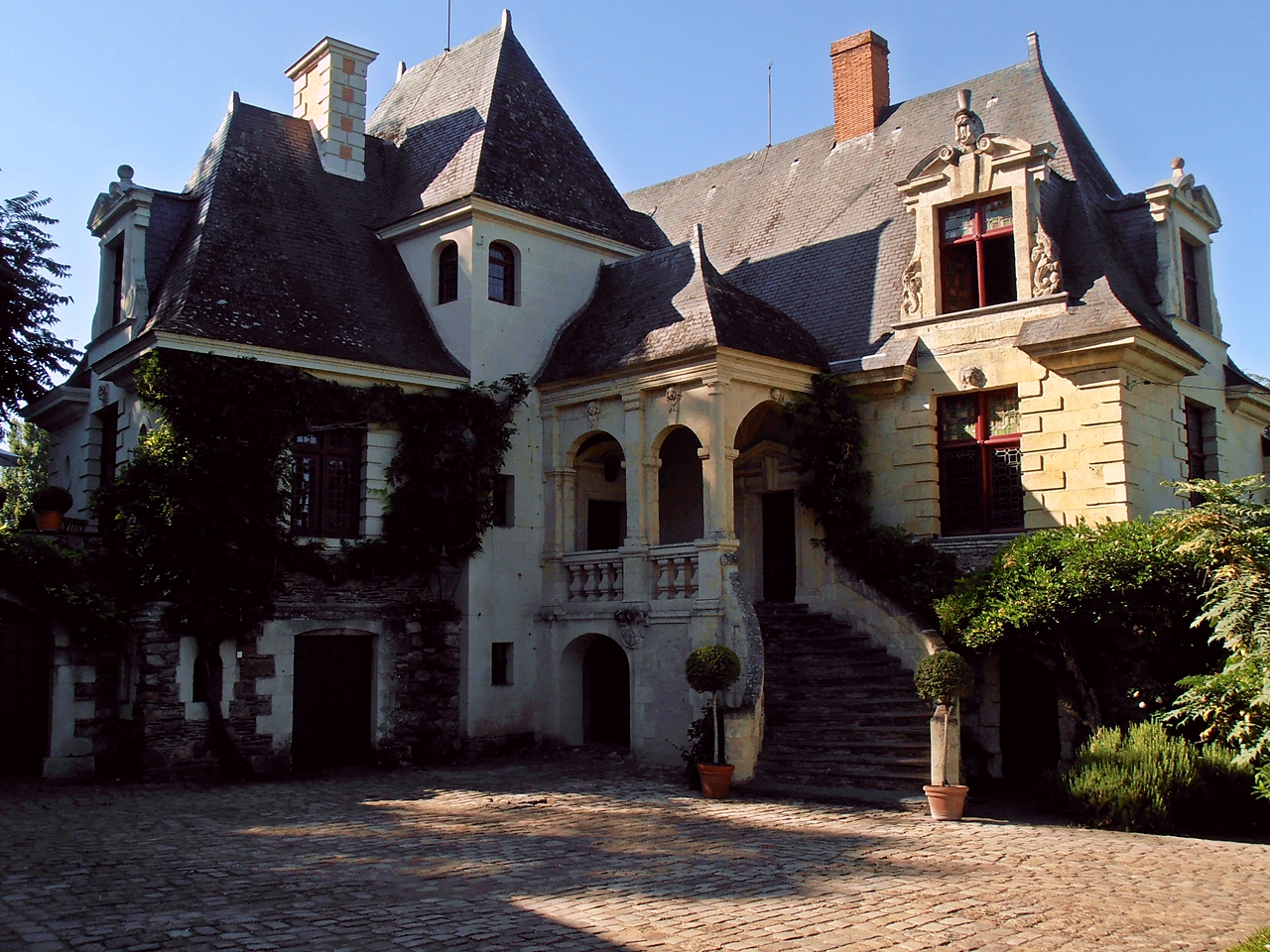
Herrenhaus La Groye
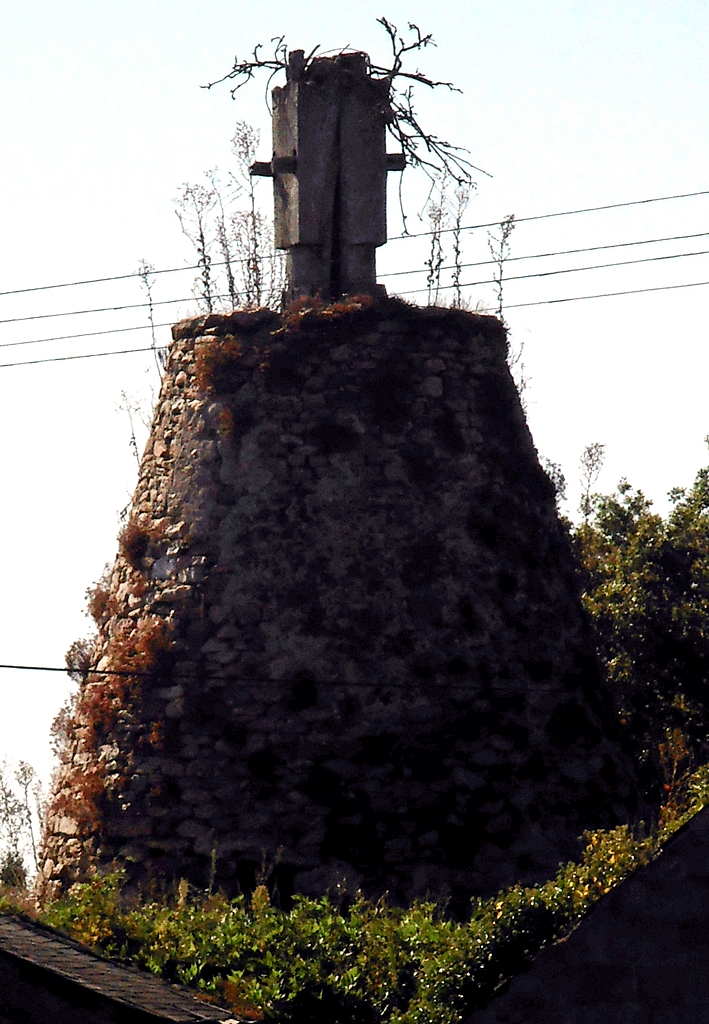
Große Mühle in Saint-Saturnin-sur-Loire
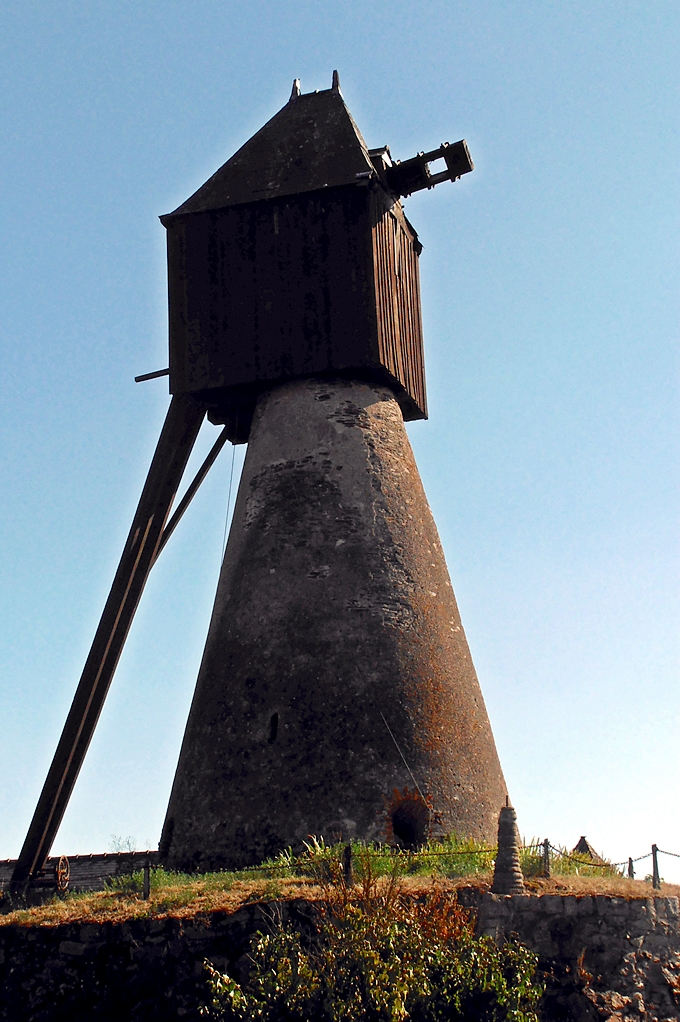
Windmühle von Les Quatre Croix
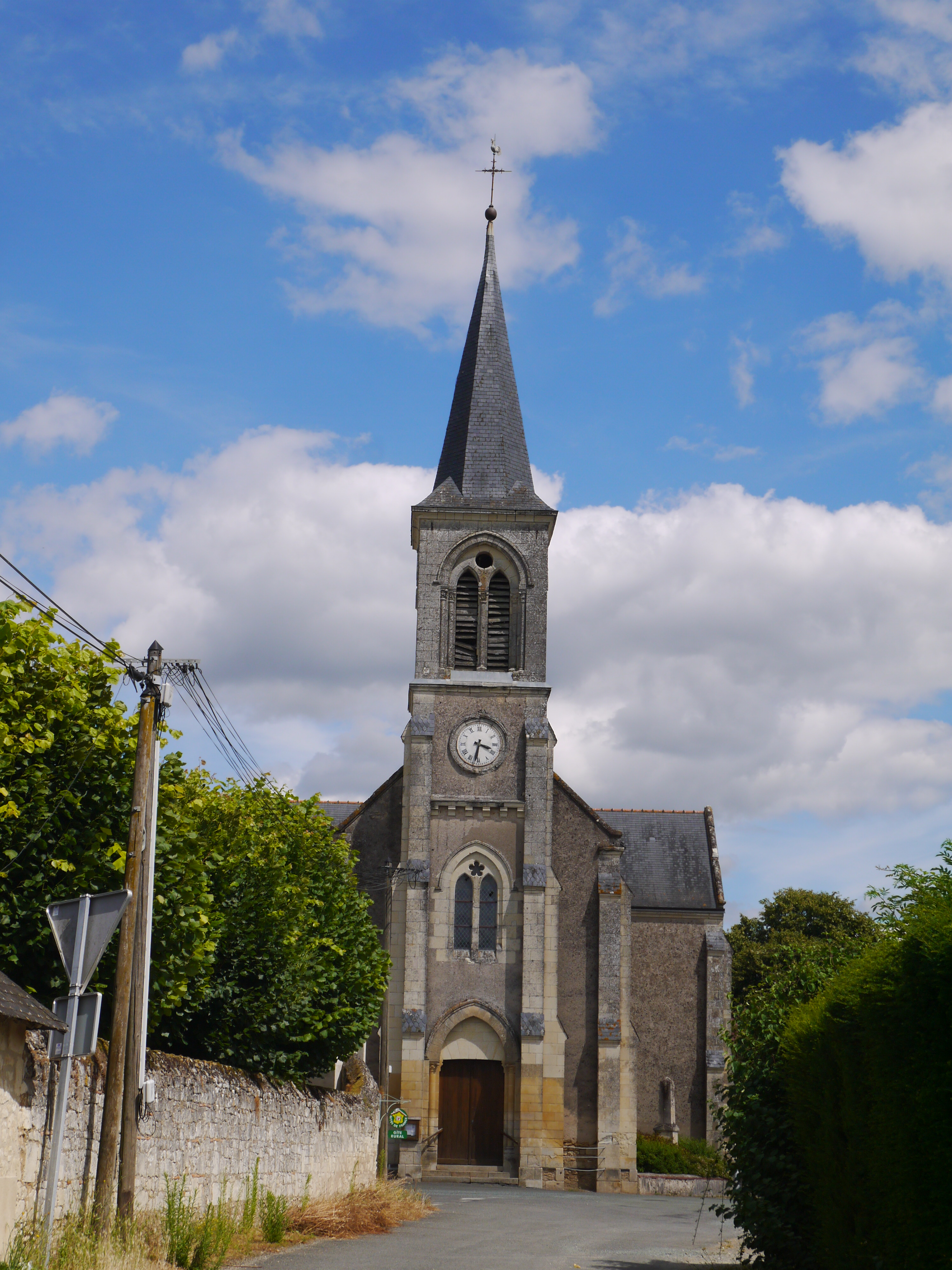
Kirche Saint-Maxenceul in Saulgé-l’Hôpital